# Semiothisa octolinearia
Semiothisa octolinearia là một loài bướm đêm trong họ Geometridae.